# Sundsör
Sundsör är en tidigare småort i Turinge socken i norra delen av Nykvarns kommun, Stockholms län. Sundsör ligger på näset norr om sjön Turingen och Mälarviken Sundsörsviken. SCB ändrade sin metod att ta fram småortsstatistik 2015, varvid Sundsör inte längre uppfyllde kraven för att vara en småort.
Här ligger Sundsörs gård.